# Mopsio

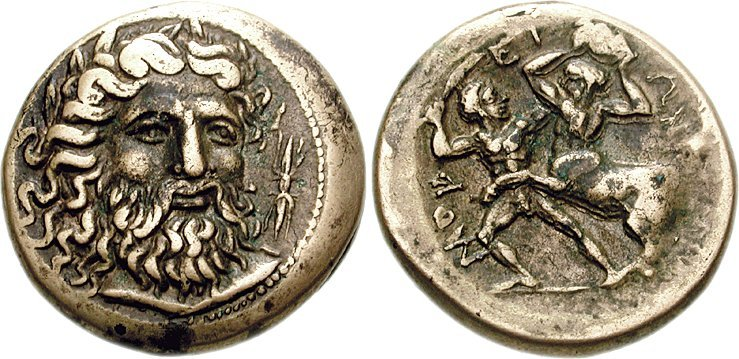
Moneda de bronce, 350 a. C., Mopsion, Tesalia; Zeus mirando ligeramente hacia la derecha. El lápita Mopsos, de pie, blandiendo un garrote en la mano izquierda, a punto de golpear al Centauro, que está de pie a su izquierda, sosteniendo una roca sobre su cabeza con ambas manos.

Mopsio (en griego, Μόψιον) es el nombre de una antigua ciudad griega de Tesalia. 
Estrabón la situaba en la llanura donde vivían los pelasgiotas, (que era el nombre como se conocía de forma conjunta a los perrebos y lápitas) y añade que el origen de su nombre era por un lápita llamado Mopso que viajó, según la mitología griega, con los argonautas en busca del vellocino de oro.
Mopsio es mencionada también por Tito Livio, en el marco de la tercera guerra macedónica como el lugar donde se libró una batalla entre romanos y tropas de Perseo de Macedonia, que acabó con una victoria de los romanos. Tito Livio cuenta que los muertos de las tropas macedonias habían sido unos 8000, los prisioneros, 2800, y los estandartes capturados por los romanos, 27; mientras los romanos perdieron unos 4300 hombres y 5 estandartes.